# John Vallance
John Vallance, né vers 1770 en Écosse et mort en 1823, est un graveur américain,.

## Biographie
Il arrive à Philadelphie en 1791 et est très vite remarqué pour ses talents de graveur. Il fait la connaissance d'un autre artisan de talent James Thackara dont il épouse une cousine par alliance, Elizabeth Trenchard. En 1794, il s'associe officiellement avec Thackara et fonde l'atelier de gravure Thackara & Vallance.

## Œuvre
Il est principalement connu pour avoir gravé certains portraits de la Dobson's Encyclopædia, des cartes comme celle de Médéric Louis Élie Moreau de Saint-Méry, Description topographique et politique de la partie espagnole de l’isle Saint-Domingue…, ou encore la Map of the United States of America : with the contiguous British and Spanish possessions, de John Melish. 